# إرنستو ألتيريو
إرنستو ألتيريو هو ممثل إسباني-أرجنتيني ولد في 29 سبتمبر 1970.